# Psilopteryx albanica
Psilopteryx albanica là một loài Trichoptera trong họ Limnephilidae. Chúng phân bố ở miền Cổ bắc.